# Atletisme als Jocs Olímpics d'estiu de 2012 – Heptatló

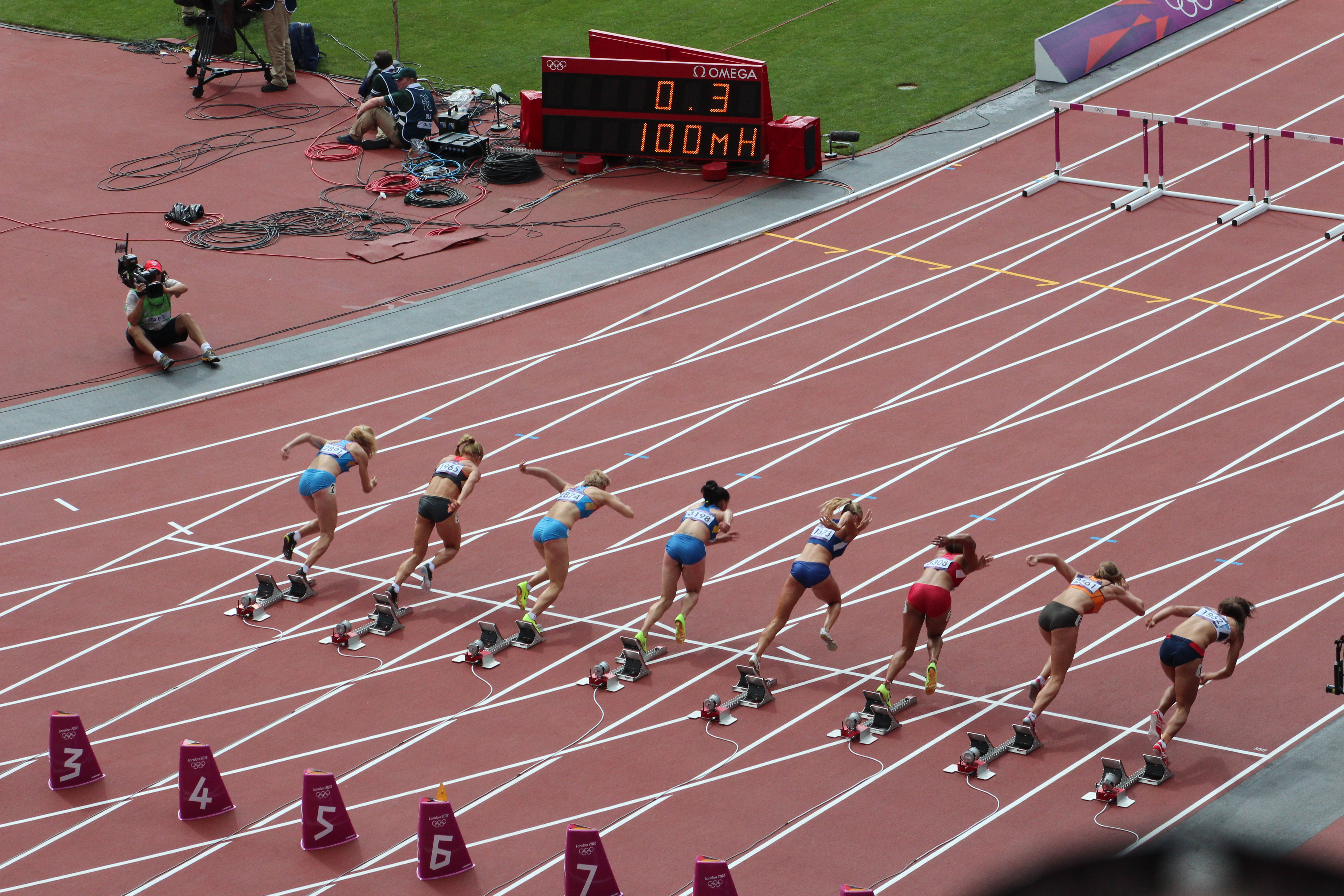
Sortida de la 4a sèrie dels 100 m tanques.

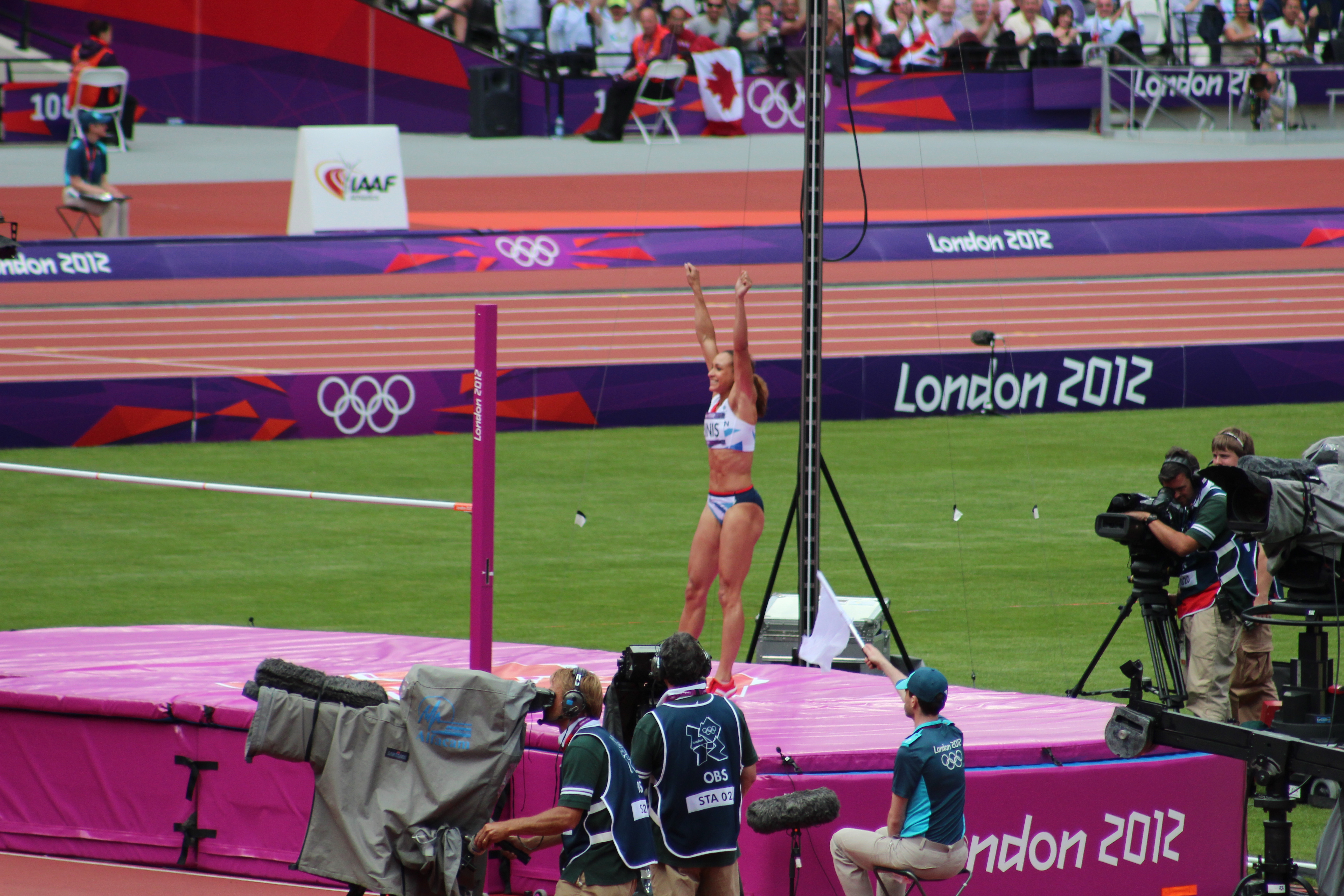
La vencedora final, Jessica Ennis.

La prova de l'Heptatló dels Jocs Olímpics de Londres del 2012 es va disputar entre el 3 i el 4 d'agost a l'Estadi Olímpic de Londres.
La medalla d'or fou per a Jessica Ennis, amb més de 300 punts sobre la segona classificada, l'alemanya Lilli Schwarzkopf. La russa Tatyana Chernova acabà en tercera posició.

## Format de la prova
L'heptatló consisteix en una competició amb set proves, amb un sistema de puntuació en cada una d'elles segons el temps i el resultat obtingut. Com millor sigui el resultat més punts s'obtenen. El resultat final és fruit de la suma dels resultats parcials en les set proves.

## Rècords
Abans de la prova els rècords del món i olímpic existents eren els següents:
| Rècord del món | Jackie Joyner-Kersee (USA) | 7291 pts | Seül, Corea del Sud | 23 i 24 de setembre de 1988 |
| Rècord olímpic | Jackie Joyner-Kersee (USA) | 7291 pts | Seül, Corea del Sud | 23 i 24 de setembre de 1988 |

## Horaris
Tots els horaris són segons l'horari britànic (UTC+1)
| Data                         | Hora                    | Ronda                                                         |
| ---------------------------- | ----------------------- | ------------------------------------------------------------- |
| Divendres, 3 d'agost de 2012 | 10:05 11:15 19:00 20:45 | 100 metres tanques Salt d'alçada Llançament de pes 200 metres |
| Dissabte, 4 d'agost de 2012  | 10:05 11:40 20:35       | Salt de llargada Llançament de javelina 800 metres            |

## Medallistes
| Or                  | Plata                   | Bronze                 |
| Jessica Ennis (GBR) | Lilli Schwarzkopf (GER) | Tatyana Chernova (RUS) |

## Resultats finals
El resultat final de la prova es troba en la següent taula.
Clau
      La millor marca de cada prova està marcada amb un requadre groc.
| Posició | Atleta                           | Punts      | 100 h        | SA          | LP           | 200 m         | SL          | LJ          | 800 m       |
| ------- | -------------------------------- | ---------- | ------------ | ----------- | ------------ | ------------- | ----------- | ----------- | ----------- |
| Or      | Jessica Ennis (GBR)              | 6955 (NR)  | 1195 12.54 s | 1054 1.86 m | 813 14.28 m  | 1096 22.83 s  | 1001 6.48 m | 812 47.49 m | 984 2:08.65 |
| Argent  | Lilli Schwarzkopf (GER)          | 6649 (PB)  | 1086 13.26 s | 1016 1.83 m | 845 14.77 m  | 908 24.77 s   | 943 6.30 m  | 894 51.73 m | 957 2:10.50 |
| Bronze  | Tatyana Chernova (RUS)           | 6628       | 1053 13.48 s | 978 1.80 m  | 805 14.17 m  | 1013 23.67 s  | 1020 6.54 m | 788 46.49 m | 971 2:09.56 |
| 4       | Lyudmyla Yosypenko (UKR)         | 6618 (PB)  | 1087 13.25 s | 1016 1.83 m | 787 13.90 m  | 1012 23.68 s  | 946 6.31 m  | 853 49.63 m | 917 2:13.28 |
| 5       | Austra Skujytė (LTU)             | 6599 (PB)  | 978 14.00 s  | 1132 1.92 m | 1016 17.31 m | 848 25.43 s   | 927 6.25 m  | 882 51.13 m | 816 2:20.59 |
| 6       | Antoinette Nana Djimou Ida (FRA) | 6576 (PB)  | 1130 12.96 s | 978 1.80 m  | 811 14.26 m  | 913 24.72 s   | 890 6.13 m  | 974 55.87 m | 912 2:13.62 |
| 7       | Jessica Zelinka (CAN)            | 6480       | 1178 12.65 s | 830 1.68 m  | 848 14.81 m  | 1047 23.32 s  | 822 5.91 m  | 778 45.75 m | 977 2:09.15 |
| 8       | Kristina Savitskaya (RUS)        | 6452       | 1069 13.37 s | 1016 1.83 m | 845 14.77 m  | 937 24.46 s   | 915 6.21 m  | 738 43.70 m | 932 2:12.27 |
| 9       | Laura Ikauniece (LAT)            | 6414 (=NR) | 1020 13.71 s | 1016 1.83 m | 704 12.64 m  | 965 24.16 s   | 890 6.13 m  | 885 51.27 m | 934 2:12.13 |
| 10      | Hanna Melnychenko (UKR)          | 6392       | 1077 13.32 s | 978 1.80 m  | 725 12.96 m  | 972 24.09 s   | 975 6.40 m  | 742 43.86 m | 923 2:12.90 |
| 11      | Brianne Theisen (CAN)            | 6383       | 1080 13.30 s | 1016 1.83 m | 720 12.89 m  | 947 24.35 s   | 853 6.01 m  | 792 46.47 m | 975 2:09.27 |
| 12      | Dafne Schippers (NED)            | 6324       | 1053 13.48 s | 978 1.80 m  | 772 13.67 m  | 1096 22.83 s  | 937 6.28 m  | 603 36.63 m | 885 2:15.52 |
| 13      | Nadine Broersen (NED)}           | 6319 (PB)  | 1030 13.64 s | 1054 1.86 m | 765 13.57 m  | 875 25.13 s   | 831 5.94 m  | 899 51.98 m | 865 2:16.98 |
| 14      | Jessica Samuelsson (SWE)         | 6300 (PB)  | 1039 13.58 s | 941 1.77 m  | 806 14.18 m  | 957 24.25 s   | 905 6.18 m  | 706 42.02 m | 946 2:11.31 |
| 15      | Katarina Johnson-Thompson (GBR)  | 6267 (PB)  | 1053 13.48 s | 1093 1.89 m | 616 11.32 m  | 1007 23.73 s  | 908 6.19 m  | 636 38.37 m | 954 2:10.76 |
| 16      | Sharon Day (USA)                 | 6232       | 1040 13.57 s | 941 1.77 m  | 813 14.28 m  | 946 24.36 s   | 804 5.85 m  | 742 43.90 m | 946 2:11.31 |
| 17      | Yana Maksimava (BLR)             | 6198 (PB)  | 983 13.97 s  | 1093 1.89 m | 800 14.09 m  | 848 25.43 s   | 846 5.99 m  | 712 42.33 m | 916 2:13.37 |
| 18      | Eliška Klučinová (CZE)           | 6109       | 977 14.01 s  | 978 1.80 m  | 723 12.93 m  | 887 25.00 s   | 890 6.13 m  | 776 45.65 m | 878 2:16.08 |
| 19      | Ellen Sprunger (SUI)             | 6107       | 1072 13.35 s | 867 1.71 m  | 702 12.62 m  | 1020 23.59 s  | 813 5.88 m  | 776 45.63 m | 857 2:17.54 |
| 20      | Olga Kurban (RUS)                | 6084       | 1041 13.46 s | 978 1.80 m  | 775 13.71 m  | 992 23.88 s   | 798 5.83 m  | 674 40.36 m | 826 2:19.82 |
| 21      | Marisa De Aniceto (FRA)          | 6030       | 1015 13.74 s | 867 1.71 m  | 733 13.09 m  | 863 25.26 s   | 777 5.76 m  | 899 51.98 m | 876 2:16.20 |
| 22      | Györgyi Farkas (HUN)             | 6013       | 932 14.33 s  | 978 1.80 m  | 764 13.55 m  | 822 25.72 s   | 871 6.07 m  | 793 46.52 m | 853 2:17.83 |
| 23      | Grit Šadeiko (EST)               | 6013       | 1050 13.50 s | 903 1.74 m  | 690 12.43 m  | 957 24.25 s   | 883 6.11 m  | 747 44.12 m | 783 2:23.01 |
| 24      | Sofia Ifadidou (GRE)             | 5947       | 1004 13.82 s | 830 1.68 m  | 725 12.96 m  | 805 25.91 s   | 792 5.81 m  | 995 56.96 m | 796 2:22.03 |
| 25      | Ivona Dadic (AUT)                | 5935       | 898 14.58 s  | 978 1.80 m  | 674 12.19 m  | 953 24.29 s   | 850 6.00 m  | 702 41.82 m | 880 2:15.90 |
| 26      | Sarah Cowley (NZL)               | 5873       | 985 13.95 s  | 978 1.80 m  | 686 12.37 m  | 833 25.60 s   | 850 6.00 m  | 704 41.90 m | 837 2:19.01 |
| 27      | Louise Hazel (GBR)               | 5856       | 1053 13.48 s | 724 1.59 m  | 715 12.81 m  | 935 24.48 s   | 780 5.77 m  | 809 47.38 m | 840 2:18.78 |
| 28      | Ida Marcussen (NOR)              | 5846       | 967 14.08 s  | 830 1.68 m  | 811 14.26 m  | 873 25.15 s   | 795 5.82 m  | 711 42.26 m | 912 2:13.62 |
| 29      | Chantae McMillan (USA)           | 5688       | 1052 13.49 s | 830 1.68 m  | 856 14.92 m  | 864 25.25 s   | 663 5.37 m  | 856 49.78 m | 567 2:40.55 |
| 30      | Jennifer Oeser (GER)             | 5455       | 1062 13.42 s | 978 1.80 m  | 805 14.16 m  | 944 24.39 s   | 871 6.07 m  | 795 46.61 m | 0 DNF       |
| 31      | Julia Mächtig (GER)              | 5338       | 903 14.54 s  | 830 1.68 m  | 860 14.99 m  | 852 25.38 s s | 322 4.06 m  | 752 44.40 m | 819 2:20.34 |
| 32      | Irina Karpova (KAZ)              | 5319       | 949 14.21 s  | 830 1.68 m  | 640 11.68 m  | 849 25.42 s   | 759 5.70 m  | 586 35.75 m | 706 2:28.93 |
| -       | Hyleas Fountain (USA)            | Abd        | 1170 12.70 s | 1054 1.86 m | 660 11.99 m  | 1016 23.64 s  | 865 6.05 m  | 319 21.60 m | DNS         |
| -       | Uhunoma Osazuwa (NGR)            | Abd        | 1056 13.46 s | 941 1.77 m  | 712 12.77 m  | 922 24.62 s   | 771 5.74 m  | DNS         | DNS         |
| -       | Karolina Tymińska (POL)          | Abd        | 1091 13.22 s | 830 1.68 m  | 777 13.74 m  | 1009 23.71 s  | NM          | DNS         | DNS         |
| -       | Nataliya Dobrynska (UKR)         | Abd        | 1040 13.57 s | 1016 1.83 m | 864 15.05 m  | 915 24.69 s   | 242 3.70 m  | DNS         | DNS         |
| -       | Sara Aerts (BEL)                 | Abd        | 1133 12.94 s | 795 1.65 m  | 823 14.43 m  | DNF           | DNS         | DNS         | DNS         |
| -       | Aiga Grabuste (LAT)              | Abd        | 1028 13.65 s | 941 1.77 m  | 762 13.52 m  | DNS           | DNS         | DNS         | DNS         |
| -       | Margaret Simpson (GHA)           | Abd        | DNS          | DNS         | DNS          | DNS           | DNS         | DNS         | DNS         |